# Pleß
Pleß là một đô thị ở huyện Unterallgäu bang Bayern, Đức.